# 科迪戈罗
科迪戈罗（義大利語：Codigoro），是意大利费拉拉省的一个市镇。总面积169平方公里，人口12615人，人口密度74.6人/平方公里（2009年）。ISTAT代码为038005。